# 2021年澳門2019冠狀病毒病聚集性疫情
2021年澳門嚴重特殊傳染性肺炎聚集性疫情 是指2021年9月下旬至10月中旬在澳門爆發的嚴重特殊傳染性肺炎聚集性疫情。2021年9月24日隨後4天內共出現6例於被用作醫學觀察酒店用途的金皇冠中國大酒店工作的保安人員受感染，經判定疫情源頭為一名從外國返回澳門入住該酒店作醫學觀察的土耳其籍澳門居民傳染，經過病毒基因排序後證實為Delta變異病毒株。 該疫情被傳媒稱為「保安群組」(另稱「醫觀酒店保安群組」、「隔離酒店保安群組」、「檢疫酒店群組」或「酒店保安群組」)。及後引發另一個染疫傳播鏈，被傳媒稱為「裝修群組」(另稱「裝修工人群組」、「裝修外僱群組」)，該群組有6人受感染，在經過該病毒基因排序證實與「保安群組」相同。此外，「裝修群組」揭發兩名越南籍外地僱員第74例和第75例確診患者為非法勞工。此次疫情導致澳門特區政府於9月下旬和10月上旬開展兩輪全民病毒檢測計劃，並開展分級分區防控精準方案對多名確診者居住地方進行圍封。民防行動中心由2021年9月25日午夜0時至10月15日中午12時宣佈全澳進入「即時預防狀態」。截至2021年10月19日，該疫情共有13人確診。「保安群組」於2021年11月2日正式“清零”；「裝修群組」亦於11月16日正式“清零”，是輪疫情告一段落。

## 經歷
2021年9月24日凌晨，新增第64例確診個案，為境外移入個案，屬於「保安群組」的感染源。同日晚上，新增第65例確診個案，被當局列為境外移入關聯個案，屬於「保安群組」。
2021年9月25日凌晨，新增第66例確診個案，為境外移入關聯個案，屬於「保安群組」。
2021年9月28日，新增第68例至第71例確診個案，同為境外移入關聯個案，均屬於「保安群組」。 
2021年10月4日，新增第72例至第74例確診個案，屬於源頭不明個案，均為外地僱員，屬於「裝修群組」。
2021年10月5日，新增第75例確診個案，屬於本土源頭不明感染個案。 在當天舉行的應變恊調中心例行記者會上，當局公佈「裝修群組」其中一宗病例中基因排序與「保安群組」相同，同樣感染Delta變異病毒株，及後第72例至第75例被修訂為境外移入相關聯個案。 衛生局傳染病防制暨疾病監測部協調員梁亦好表示，根據流行病學調查、共同軌跡和基因比對，發現第66例確診者(保安群組，尼泊爾籍外僱)和第74例確診者(裝修群組，越南籍外僱)，曾在2021年9月24日晚上6時搭乘車牌號碼MX-45-51(車隊編號K412)行駛的25路線約14分鐘，期間站在旁邊和坐在前後座位。根據車內監視器錄影畫面，證實 2人曾觸摸同一條柱，認為 2人有空間和時間上的交集，不排除因此受到感染。而第72、73、74、75例的確診者，即裝修群組的 4人，與之前的醫觀酒店確診的保安群組病毒基因排序 100%相似，同為 Delta病毒，證實為同一病源。 在10月6日記者會上，應變恊調中心將輸入性相關連病例個案同樣屬於本地確診個案中作出分類，並對本地病例感染途徑中作出了相關定義。

2021年10月9日，新增第76例和第77例確診個案，均為外地僱員，屬於「裝修群組」。

## 確診個案

### 保安群組
截至2021年10月19日，保安群組共有7個確診個案，於同年11月4日清零。
| 編號 | 確診日期 | 發病日期 | 感染途經              | 痊癒日期 | 國籍/居民        | 年齡 | 性別 | 病人資料及其行蹤 |
| ---- | -------- | -------- | --------------------- | -------- | ---------------- | ---- | ---- | --- |
| #64  | 9月24日  | 無病徵   | 境外感染:返回澳門途中 | 10月16日 | 澳門 · / 土耳其  | 31   | 男   | 土耳其籍澳門居民，由土耳其出發經新加坡轉機後於 9月18日入境。入境時新冠病毒核酸檢測陰性，曾在6月3日及7月1日共2劑國藥疫苖，接種抗體檢測結果符合疫苗接種後表現。入境後送往中國大酒店隔離醫學觀察。9月23日晚作出的核酸結果陽性，CT值顯示病毒量大，提示為新近感染。已安排患者到公共衛生臨床中心進一步診治。9月26日新冠病毒感染應變協調中心表示，經檢測確認為感染Delta變種病毒。 |
| #65  | 9月25日  | 無病徵   | 境內感染: 澳門        | 11月2日  | 尼泊尔           | 27   | 男   | 尼泊爾籍，於金皇冠中國大酒店任職保安，曾接種2劑國藥疫苖。在澳門第64例輸入性病例確診後，衛生局隨即要求該酒店的保安、清潔及相關人員進行核酸檢測，該名患者於9月24日經核酸檢測顯示結果為陽性而確診。9月26日新冠病毒感染應變協調中心表示，經檢測確認為感染Delta變種病毒。衛生局局長羅奕龍稱，經翻查錄像片段，在執行職務時，包括接獨到隔離人士期間沒有合適配戴口罩，配帶方法完全不正確。患者在確診前曾乘搭26A、33、36、37、MT1路線巴士。患者於10月29日和11月1日連續兩次鼻咽拭子核酸檢測陰性，符合出院標凖，於11月2日康復出院。並轉往高頂公共衛生臨床中心接受 14天康復期隔離。 |
| #66  | 9月25日  | 無病徵   | 境內感染: 澳門        | 11月2日  | 尼泊尔           | 32   | 男   | 尼泊爾籍，於金皇冠中國大酒店任職保安，曾接種2劑國藥疫苖。因該酒店隔離醫學觀察中發現1名輸入性病例而被要求接受核酸檢測，9月25日證實陽性後確診，該患者被送往公共衛生臨床中心接受醫學觀察。9月26日新冠病毒感染應變協調中心表示，經檢測確認為感染Delta變種病毒。衛生局局長羅奕龍稱，經翻查錄像片段，在執行職務時，包括接獨到隔離人士期間沒有合適配戴口罩，配帶方法完全不正確。患者在確診前曾乘搭25、25B、33、37、MT1路線巴士。患者於10月29日和11月1日連續兩次鼻咽拭子核酸檢測陰性，符合出院標凖，於11月2日康復出院。並轉往高頂公共衛生臨床中心接受 14天康復期隔離。          |
| #68  | 9月28日  | 無病徵   | 境內感染: 澳門        | 10月28日 | 尼泊尔           | 26   | 男   | 尼泊爾籍，於金皇冠中國大酒店任職保安，為澳門第65例輸入性關聯病例的同事，主要在金皇冠中國大酒店15樓及18樓工作，且會在第65例病例小休或用膳期間到金皇冠中國大酒店10樓替更，但未曾到第67例輸入性病例的酒店樓層工作。患者於9月25日開始隔離醫學觀察，9月17日、24日及25日核酸檢測顯示結果為陰性，於9月28日經核酸檢測顯示結果為陽性而確診。患者於2021年5月18日及6月23日已在澳門接種兩劑國藥滅活疫苗。 患者在確診前曾乘搭26A、33、37、MT1、MT4路線巴士。詳細活動軌跡 （页面存档备份，存于）                                                                                      |
| #69  | 9月28日  | 無病徵   | 境內感染: 澳門        | 10月28日 | 尼泊尔           | 31   | 男   | 於金皇冠中國大酒店任職保安，曾經在中國大酒店10樓工作，並帶領第64例輸入病例進入房間；沒有在金寶來酒店工作。患者於 9月24日晚已進行隔離醫學觀察，9月16日、23日、24日及25日核酸檢測顯示結果為陰性，於 9月28日經核酸檢測顯示結果為陽性而確診。患者於2021年5月29日及7月3日已在澳門接種兩劑國藥滅活疫苗。患者沒有任何不適症狀，已安排到公共衛生臨床中心進一步診治。患者在確診前曾乘搭8A、26A、33、36、37、MT1路線巴士。詳細活動軌跡 （页面存档备份，存于） |
| #70  | 9月28日  | 無病徵   | 境內感染: 澳門        | 10月28日 | 尼泊尔           | 30   | 男   | 於金皇冠中國大酒店任職保安，曾接觸本澳第65例輸入關聯病例。患者於9月24日晚已進行隔離醫學觀察，9月15日、22日、24日及25日核酸檢測顯示結果為陰性，於 9月28日經核酸檢測顯示結果為陽性而確診。患者於2021年5月22日及6月25日已在澳門接種兩劑國藥滅活疫苗。患者沒有任何不適症狀，已安排到公共衛生臨床中心進一步診治。患者在確診前曾乘搭33、37、MT1路線巴士。詳細活動軌跡 （页面存档备份，存于） |
| #71  | 9月28日  | 無病徵   | 境內感染: 澳門        | 10月16日 | 中国廣東中山坦洲 | 38   | 男   | 中國籍，居住地為中山。金寶來酒店監控室保安人員，工作期間不會接觸客人和其他酒店員工；與中國大酒店和金寶來酒店的保安使用同一更衣室。由於列為第65、66例有共同軌跡人士，自9月25日起已在酒店進行隔離醫學觀察，獨自一人在房間，不用工作及沒有接觸其他工作人員。其於9月22和24日的核酸檢測顯示結果為陰性，於今（28）日經核酸檢測顯示結果為陽性而確診。患者於2021年4月24日及6月14日已在內地接種一劑國藥滅活疫苗及一劑科興滅活疫苗。患者沒有任何不適症狀，已安排到公共衛生臨床中心進一步診治。患者在確診前曾乘搭3A、AP1及AP1X路線巴士。詳細活動軌跡 （页面存档备份，存于）        |

### 裝修群組
裝修群組共有6個確診個案，於同年11月18日清零。
| 編號 | 確診日期 | 發病日期 | 感染途經       | 痊癒日期 | 國籍/居民        | 年齡 | 性別 | 病人資料及其行蹤 |
| ---- | -------- | -------- | -------------- | -------- | ---------------- | ---- | ---- | --- |
| #72  | 10月4日  | 無病徵   | 境內感染: 澳門 | 10月28日 | 中国廣東珠海斗門 | 46   | 男   | 中國籍內地僱員，裝修工人，居於珠海斗門白蕉，每日往返澳門和珠海，在澳門活動以電單車代步。患者在澳門期間基本每天早上在長壽大馬路廣進咖啡室吃早餐；中午多到渡船街20號金海馬餐廳吃飯；晚上多在沙嘉都喇街聯豐超市，也多次到過海立方娛樂場。詳細活動軌跡 （页面存档备份，存于）。9月26日起留在澳門直至確診，曾租住澳門英皇酒店、金沙酒店及維多利亞酒店，9月26、28及30日核酸檢測顯示結果為陰性，於10月4日經核酸檢測顯示結果為陽性而確診。患者於2021年4月17日及6月10日已在澳門接種兩劑國藥滅活疫苗，目前感染源頭調查仍在進行中。患者沒有任何不適症狀，已安排到公共衛生臨床中心進一步診治 |
| #73  | 10月4日  | 無病徵   | 境內感染: 澳門 | 10月28日 | 中国             | 52   | 男   | （#72患者的密切接觸者）中國籍內地僱員，裝修工人，為第72例同事，確診前一起工作，居於澳門祐漢新邨順利樓，曾乘坐8及23路線巴士。詳細活動軌跡 （页面存档备份，存于）。 9月26日及30日核酸檢測顯示結果為陰性，由於被列為第72例的密切接觸者，於10月4日經核酸檢測顯示結果為陽性而確診。患者於 2021年7月3日及8月3日已在澳門接種兩劑國藥滅活疫苗。感染源頭調查仍在進行中。患者確診時沒有任何不適症狀，已安排到公共衛生臨床中心進一步診治。 |
| #74  | 10月4日  | 無病徵   | 境內感染: 澳門 | 10月28日 | 越南             | 40   | 男   | （#73患者的密切接觸者）越南籍僱員，報稱曾到第72及73例工作的單位工作，曾乘坐21A、25及25B路線巴士。詳細活動軌跡 （页面存档备份，存于）。9月25日核酸檢測顯示結果為陰性，由於被列為第73例的密切接觸者，於10月4日經核酸檢測顯示結果為陽性而確診。患者於2021年9月15日在澳門接種一劑國藥滅活疫苗，目前感染源頭調查仍在進行中。應變協調中心表示，患者沒有任何不適症狀，已安排到路環高頂公共衛生臨床中心進一步診治。 衛生局傳染病防制暨疾病監測部協調員梁亦好表示，根據流行病學調查、共同軌跡和基因比對，發現本澳第66例確診者(尼泊爾籍醫觀酒店保安)和第74例確診者(越南籍裝修外僱)，曾在9月 24日晚上6時乘搭同一巴士25路線約 14分鐘，期間站在旁邊和坐在前後座位。根據車內監控證實 2人曾觸摸同一條柱，認為 2人有空間和時間上的交集，不排除因此受到感染。而第72、73、74、75例的確診者，即裝修群組的 4人，與之前的醫觀酒店確診的保安群組病毒基因排序 100%相似，同為 Delta病毒，證實為同一病源。 10月7日，治安警察局行動及通訊處處長馬超雄於疫情記者會公佈該患者為非法工作，當局已展開調查工作，同時將在該患者完成隔離後警方和勞工事務局展開跟進。 |
| #75  | 10月5日  | 無病徵   | 境內感染: 澳門 | 11月16日 | 越南             | 42   | 女   | （#72 #73 #74患者的密切接觸者）越南籍僱員，與第72、73及74例一起在金多利花園5樓A室從事裝修的單位工作，曾乘坐1、7、10、12、18、19、22及51A路線巴士。詳細活動軌跡 （页面存档备份，存于）。由於被列為密切接觸者，於10月5日經核酸檢測顯示結果為陽性而確診。患者於2021年8月26日和9月30日分別接種了一劑國藥滅活疫苗。應變協調中心表示，患者沒有任何不適症狀，已安排到路環高頂公共衛生臨床中心進一步診治。 10月7日，治安警察局行動及通訊處處長馬超雄於疫情記者會公佈該患者為非法工作，當局已展開調查工作，同時將在該患者完成隔離後警方和勞工事務局展開跟進。 |
| #76  | 10月9日  | 10月8日  | 境內感染: 澳門 | 11月9日  | 中国             | 53   | 男   | （#75患者的密切接觸者）中國籍僱員，裝修工人，與第75例確診患者居於同一單位。詳細活動軌跡 （页面存档备份，存于）。患者於9月27日、10月5、6及7日的核酸檢測均顯示結果為陰性，由於被列為第75例的密切接觸者，已於10月4日接受隔離醫學觀察，10月8日經核酸檢測顯示結果為陽性而確診。患者曾在5月31日在澳門接種一劑國藥滅活疫苗。患者月10月8日出現發熱，已安排到公共衛生臨床中心進一步診治。患者已經連續2次鼻咽拭子核酸檢測陰性，符合出院標凖，於 11月9日進入康復期隔離。 |
| #77  | 10月9日  | 無病徵   | 境內感染: 澳門 | 10月30日 | 越南             | 49   | 女   | （#75患者的密切接觸者）越南籍僱員，家務助理，為第75例確診患者的朋友。詳細活動軌跡 （页面存档备份，存于）。患者於9月25日、10月4、5、6和7日的核酸檢測均顯示結果為陰性，由於被列為第75例的密切接觸者，已於10月5日接受隔離醫學觀察，10月8日經核酸檢測顯示結果為陽性而確診。患者於7月1日和7月30日在澳門接種兩劑國藥滅活疫苗。患者沒有任何不適症狀，已安排到公共衛生臨床中心進一步診治。 |

### 統計圖表
|  | 由于技术原因，此旧版图表已停用，並須迁移至新版图表。造成您的不便，我們深表歉意。 |

|  | 由于技术原因，此旧版图表已停用，並須迁移至新版图表。造成您的不便，我們深表歉意。 |

## 澳門本地反應與影響

### 增設臨時收容設施
2021年9月25日，因應疫情變化，大批居住珠海人士包括澳門居民或外地僱員以及來澳門旅遊的旅客因珠澳口岸出入境政策修改且澳門境內沒有居所而無法離開澳門導致滯留，澳門特別行政區政府社會工作局委託澳門明愛開放位於青洲坊大廈內的匯應臨時收容中心。 至10月4日，臨時收容中心共開放330個收容名額。
2021年10月6日，社會工作局宣佈因入住臨時收容設施上升，經教育及青年發展局恊調後並經與澳門中華總商會附設青洲中學商討後該校借出禮堂作為臨時收容設施，令澳門臨時收容服務名額增至402個。
2021年10月4日，大批跨境學童返回澳門上課，但應變恊調中心公佈一宗初步陽性個案後，教育及青年發展局隨即「煞停」復課安排，及後該個案證實確診，而原定當天中午珠澳口岸放寬通關安排措施同樣「煞停」，過千名跨境學生和部分跨境學童家長被迫滯留，部分跨境學生在澳門無定居地點或住所，當局隨即安排安置點供相關人士居住。教青局副局長龔志明公佈已安排300名在澳門滯留跨境學生和跨境學生家長被安排入住慈青營、黑沙青年旅舍、竹灣青年旅舍、石排灣職技中心和澳門大學五個指定地點。當局指床位充足，合共約500個，並安排社團人士和社工進行照顧，並會為入住學生提供膳食以及生活必需物品。而該批入住旅舍的學生人數較多，會否有防疫風險，龔志明回應稱，所有旅舍都會遵守防疫指引，飲食會分開安排，在交流活動時必須配戴口罩和保持社交距離。 截至2021年10月7日晚上，教青局安排開放的旅舍及宿舍合約有580人入住，不同機構都有派出社工到現場協助學生。他又指珠海方已與部分家長聯絡核實地址等資料。
2021年10月11日，澳門明愛於大三巴利瑪竇中學禮堂臨時增設日間安置服務，該服務為期一星期，開放時間為上午8時至下午5時。
2021年10月21日，社會工作局宣佈隨著珠澳口岸放寬通關措施實行，位於青洲坊大廈內作臨時收容設施的明愛匯應中心暫停臨時收容服務，並進行清潔及消毒。經統計顯示，2021年9月25日凌晨至10月20日累計共6,475人次入住（男性5,344人次，女性1,131人次），平均每天入住人數約249人，最高入住人數為486人。

### 學校停課安排
關於澳門各大專院校、中學、小學、幼稚園、幼兒園和特殊學校上課安排，教育及青年發展局已經公佈的訊息如下︰
- 2021年9月25日早上，教育及青年發展局宣佈由即日起必須取消所有學校內進行的活動和課程，以及取消或延期外出參觀等，並暫停校園開放，直至另行通知。[47]

- 2021年10月1日，教育及青年發展局宣佈10月4日非高等教育學校全面復課，所有體育及課餘活動暫停直至另行通知。高等教育方面，自10月4日起，按高校情況容許陸續開始恢復面授。[48]

- 2021年10月4日上午約7時30分，因應變恊調中心公佈一宗疑似陽性個案及後證實確診個案 (第72例確診個案)，教育及青年發展局宣佈暫停原定於當天的復課安排，直至另行通知。[49] 高等教育方面，教青局宣佈暫停所有面授課程，恢復網上授課形式。同日下午，因開展第三輪全民核酸檢測計劃，各高等教育階段各自於2021年10月4日至10月8日停課。

- 2021年10月7日，教育及青年發展局宣佈非高特教育於2021年10月11日起實施學生在家學習方案，學校應採取適應學習為主、鞏固基礎為首的原則，同時特別考慮學生在家學習任務應以學生個人自主完成為主，且視學習環境和工具作為適切的考慮安排。至於復課安排預案將作動態研判停課期間各項措施，如有最新消息會適時向公眾公布。[50]

### 大型活動延期或取消
2021年9月25日，澳門特別行政區政府旅遊局宣佈「翱遊澳門無人機表演盛會」延期，「澳人食住遊」團體本地遊行程暫停。而原定9月27日的世界旅遊日活動包括托盤比賽及歡迎幸運旅客，以及澳門文旅博主孵化計劃頒獎儀式取消。
2021年10月2日，貿促局宣佈原定10月22日至24日舉行的“第二十六屆澳門國際貿易投資展覽會”（第26屆MIF）、“澳門國際品牌連鎖加盟展2021”（2021MFE）及“2021年葡語國家產品及服務展（澳門）”（2021PLPEX）因疫情關係延至該年12月舉行。
2021年10月6日，澳門特別行政區政府文化局宣佈為配合特區政府疫情防控工作，同時多個表演單位因應疫情關係不具條件來澳，當局宣佈取消澳門國際音樂節的各場演出及活動，部分延伸活動將待條件許可下考慮以走進社區的形式舉行。

### 政府部門特別安排
2021年10月5日， 行政暨公職局宣佈公務人員在10月5日至7日免除上班。 其後多個政府部門宣佈採取多項臨時措施包括暫停對外服務、維持必要性緊急或基本服務。
2021年10月6日，行政暨公職局宣佈，原進行之第一職階首席高級技術員（機械工程範疇）一個職缺及第一職階首席高級技術員（電機工程範疇）一個職缺的專業或職務能力評估對外開考，原定接收報考文件的最後一天為10月7日，現接收文件的最後一天將順延至下一個工作日（10月8日）。
2021年10月7日，應變恊調中心表示因應第三次全民核酸檢測結果全部為陰性，加上通過連日以來的流行病學調查及對密切接觸者、次密切接觸者及共同軌跡人員的管控及檢測，均未發現確診病例，經衛生局評估後認為目前社區感染及擴散的風險已經降低，建議公共部門及人員按照第110/CE/2021號長官批示，從10月8日開始恢復上班及公共服務。 行政暨公職局發出指引，根據行政長官第110/CE/2021號批示，於10月8日起所有公共部門恢復正常辦公及對外服務。

### 關閉公共設施和大型場所
2021年9月25日凌晨2時，文化局、體育局等多個政府部門宣佈其轄下設施暫停開放及取消相關活動。 教育及青年發展局宣佈其轄下設施同時暫停開放。
2021年10月5日中午，市政署宣佈轄下設施包括公園、自由波地、兒童遊樂場及燒烤設施等於即日起暫停開放且將圍封。 同日下午，應變恊調中心宣佈根據行政長官發出批示，宣佈澳門部分娛樂場所包括電影院、劇院、室內遊樂場、遊戲機及電子遊戲室、網吧、桌球室、保齡球場、蒸氣浴室、按摩院、美容院、健身院、健康俱樂部、“卡拉OK”場所、酒吧、夜總會、的士高、舞廳及歌舞廳於10月6日0時起關閉。

### 開放免費停車位供的士停泊
2021年10月5日，交通事務局宣佈由於疫情原因，為幫助澳門的士業界及做好疫情防控工作，特區政府參照去年措施，自2021年10月5日下午3時起，豁免的士停泊港珠澳大橋邊檢大樓西停車場的費用，直至另行通知。在豁免收費期間，所有進場的士必須在入口處閘機領取時鐘票進場，以便識別及處理。
2021年12月17日，交通事務局宣佈於2022年1月1日午夜12時起，港珠澳大橋邊檢大樓西停車場恢復對的士泊車的正常收費，該公共停車場免費供的士停泊措施由今年10月5日下午3時起實施至12月31日結束，交通事務局呼籲的士業界留意相關安排。

## 場所重開、活動恢復及復課安排

### 公共場所或設施逐步重新開放
2021年10月16日，隨著疫情緩和，政府公佈出版的《澳門特別行政區公報》刊登第154/2021號行政長官批示，於10月19日午夜0時起解除關閉部分娛樂場所的特別措施。
2021年10月18日傍晚，市政署宣佈10月19日起，開放公園及休憩區內的兒童遊樂設施、運動健身設施、涼亭、燒烤場以及自由波地等戶外設施，氹仔市集、黃昏薈萃議事亭及單車徑的單車租用服務重新開放或啟動服務。部分設施使用時須接受體溫測量及出示有效的“澳門健康碼”，而市政署轄下各活動中心、室內設施及場館則維持關閉。
2021年10月20日，澳門海事博物館、澳門消防博物館、澳門保安部隊博物館、大賽車博物館各宣佈恢復對外開放。同日，澳門特別行政區政府體育局轄下各體育設施於10月21日起恢復並重新對外開放。各青少年體育學校課程將於10月22日起復課，而大眾體育健身興趣班亦將於10月25日起復課，各體育總會的集訓、培訓班及賽事等體育活動亦將有序恢復。 澳門特別行政區政府文化局轄下所有文化場館 (包括公共圖書館、澳門博物館、澳門檔案館等)於10月21日起有序恢復開放，各項藝文活動包括演出、工作坊及課程、閲讀推廣活動等亦將陸續開展。多個文藝活動包括計劃於11月舉行“hush! 2021音樂會”及“塔石藝墟”，11至12月舉行第三屆“相約澳門──中葡文化藝術節”， 並將在12月舉行“第二十四屆葡韻嘉年華”於防疫條件許可下如常舉行。
2021年10月21日，教育及青年發展局宣佈轄下各中心、青少年愛國愛澳教育基地、家國情懷館、青年旅舍、青少年展藝館、中葡職業技術學校體育館及各自修室於10月22日起重開。另外，澳門基金會轄下的澳門教科文中心於10月21日起恢復對外開放。

### 學校正式復課安排
2021年10月21日，教育及青年發展局宣佈非高等教育階段於10月25日起全面復課，高等院校亦自同日起可恢復面授教學安排。同日起，所有高等院校及非高等教育學校所有教職員、高等院校學生等進入校園，均須出示已接種至少一劑疫苗的證明，或出示新冠病毒核酸檢測7天內結果為陰性的證明。而私立持續教育機構及私立補充教學輔助中心亦應於同日執行上述指引，並恢復持續進修發展計劃各項課程。

### 澳人食住遊本地遊行程恢復
2021年10月21日，旅遊局宣佈隨著澳門疫情漸趨穩定，「澳人食住遊」本地遊行程於10月23日起重新出發，目前共有12條路線供澳門本地市民選擇；除了周六日及公眾假期以及周一至周五晚間出團，也有每日出團路線。

## 澳門本地相關經濟影響

### 遊客大幅減少
旅遊局公布，中國十一黃金周 (1-7日) 7天訪澳旅客8,159人次，當中內地旅客7,393人次，佔整體9成。2020年中國黃金周假期為8天，數據未能直接對比，而按日均值計，今年黃金周每日平均訪澳旅客1,166人次，下跌93.7%；當中內地旅客1,056人次，跌幅93.9。
首日(2021年10月1日)，訪澳旅客1,749人次，同比去年(15,254人次)跌幅近九成，亦僅佔2019年(134,988人次)1.29%。其中中國大陸旅客佔整體逾9成，有1,618人次，當中經關閘入境的中國大陸旅客最多，有722人次，其次是機場有586人次。
第二日(2021年10月2日)，訪澳旅客 1,373人次，僅佔2019年的0.86%(161,200人次)，亦創2020年黃金周22,116訪澳人次新低。其中中國大陸旅客 1,290人次，佔整體近九成四，主要經關閘及機場入境，均有 500多人次。
第三日(2021年10月3日)，訪澳旅客1,784人次，僅佔2019年的1.1%。當中中國大陸旅客佔整體訪客九成，為1,615人次，主要經關閘及機場入境，分別有788及515人次。
治安警察局公佈出入境方面總體情況：2021年10月7日，全澳各口岸出入境總數約3,200人次，比前一日減少13.5%，較2020年3月28日的3,800人次還要低，創下有紀錄以來新低。當中全澳各口岸入境約1,400人次，其中澳門居民約570人次，對比前一天減少1.7%，旅客約540人次，減少14%，内地僱員約240人，減少11.4%；出境約1,800人次，其中澳門居民約470人次，對比前一天減少5.9%，旅客約1,200人次，減少20.1%，内地僱員約37人次，減少35.1%。

### 疫下出入境數字創新低 疫後寬關令旅客數字創新高
2021年10月9日，受疫情防控措施及八號風球下，全澳各口岸出入境總數約1500人次，比前一日減少38.6%，創下有紀錄以來最低數字，其中只有350名旅客入境澳門，當中全澳各口岸入境約700人次，其中澳門居民約250人次，對比前一天減少53.3%，旅客約350人次，減少29.1%，內地僱員約70人次，減少79%；出境約800人次，其中澳門居民約180人次，對比前一天減少56.5%，旅客約570人次，減少6.9%，內地僱員約20人次，減少33.3%。
隨著同年2021年10月19日珠海放寬經珠澳口岸通關入境珠海限制措施，無需隔離14天，10月最後一個周未單日旅客量重上3萬人次水平，上周五(10月29日)錄得30,512旅客人次，周六(10月30日)亦錄得近3萬旅客人次(29,990)。

### 經濟援助措施
2021年10月11日，經濟財政司司長辦公室發出新聞稿，推出8項實施支援中小企，紓緩中小企的經營壓力及僱員困難。8項措施包括補貼中小企銀行貸款利息開支、放寬中小企免息貸款申請條件、調整免息貸款還貸、推動銀行紓緩企業還貸、推動提供收單費率優惠、豁免政府物業租金及回報金、鼓勵業主減租和向經營者及就業人士提供支援。
2021年10月25日，經濟財政司司長辦公室發出新聞稿，宣佈重開中小企業銀行貸款利息補貼計劃，同時將中小企業援助計劃申請要件臨時放寬為開業滿一年即可申請，申請期為10月26日至下一年 (2022年) 10月26日。中小企業援助計劃「調整還款」措施申請期再延長，延長至2023年1月31日結束。有關措施適用於調整2022年12月31日前的還款，曾於去年及今年獲批調整還款的企業可以再度提出申請。為便民便商，企業更可申請同時調整兩期還款。但倘處於最後一期還款，或已被取消援助批給的企業，則不適用於有關措施。「調整還款措施」允許正在償還「中小企業援助計劃」、 「青年創業援助計劃」及「『天鴿』中小企業特別援助計劃」貸款的中小企業，可向經科局申請將最近兩期的還款下調至每期1,000元，餘欠款項將在餘下的還款期內平均攤還。

### 博彩稅收首三季僅達年初預算收入的一半
2021年10月27日，澳門特別行政區政府財政局公佈最新的中央帳目預料執行資料顯示，2021年9個月的幸運博彩稅收入達272.34億澳門幣，按年增加16.33%，單月增加17.66億元。以澳門政府年初預算博彩稅收入達500.05億元計，執行率為54.5%。今年首九個月的幸運博彩稅收，佔澳門期內整體庫房經常收入69.44%。資料同時顯示，如果納入經常收入及資本收入，扣去經常開支及資本開支後，到9月份仍然有75億元結餘，比去年同期少56%。

### 追加財政預算
2021年10月27日，澳門特別行政區行政會完成討論《修改（2021 年財政年度預算案〉》法律草案，草案中追加中央預算「共用開支」逾23億澳門元，2021年財政年度澳門特區一般綜合預算的開支總額修改逾為1,058.21億澳門元，而2021年財政年度澳門特區一般綜合預算的結餘金額逾為59.7億澳門元。草案建議提交至立法會以緊急程序處理。行政會指出疫情反覆下對民生和經濟造成衝擊，特區政府經聽取社會各界意見並綜合研判目前形勢後，公佈於今年内推出八項支援措施，以紓缓中小企的經營壓力及就業人士的困難。由於向經營者及就業人士發放支援款項的措施尚未配備公共財政資源，特區政府建議透過是次預算修改，從財政儲備調撥款項，為落實該措施提供所需的財政資源。

### 10月賭收創2021年以來新低
2021年11月1日，澳門博彩監察協調局公布10月份澳門幸運博彩毛收入約為四十三億六千五百萬澳門元。從9月份收入五十八億七千九百萬澳門元下降至四十三億六千五百澳門元，下降約25％，為2021年度新低，亦較去年10月下降40％。累計毛收入仍比2020年上升57.3％。10月因應十一黃金週為傳統旅遊旺季，但因澳門本地於該年9月底疫情開始爆發，自9月24日新增第64例確診個案起至10月9日，16日內新增14宗確診個案。澳門政府隨即啟動各項防控方案。加上受疫情影響，各地的防疫安排收緊，令遊客來澳意願減少。

## 澳門相關官員及社會人士回應
2021年9月25日上午應變恊調中心舉行政府跨部門舉行記者會上，社會文化司司長歐陽瑜表示當局已評估該疫情將對十一黃金周造成經濟上的打擊，並同時要求醫學觀察酒店檢視防疫措施、指引和執行情況。
在2021年9月27日應變恊調中心新聞發佈會上，對於記者關注第67例個案會否與第64至第66例確診患者有關聯，衛生局局長羅奕龍指經檢視該三名確診患者均在金皇冠中國大酒店中的關連個案，雖然所有人員第一次病毒檢測均為陰性，因此第65和第66例傳染給第67例患者的可能性不高。  至於紅碼區和黃碼區人士方面，目前有86人在紅碼區居住須進行14天隔離安排，而黃碼區人士不能離境和部分公眾地方不適合進入。 至於全民核檢方面，仁伯爵綜合醫院醫務主任戴華浩表示，如在9月28日下午3時未完成全民核測之人士，健康碼會轉為黃碼，當局會勸喻有關人士進行檢測，如有關人士依然不接受檢測，當局會請求警方介入，最終如果有關人士依然不從，將要接受14天醫學觀察。
2021年9月29日下午3時，澳門特區政府召開疫情防控記者會，行政長官賀一誠、社會文化司司長歐陽瑜和保安司司長黃少澤列席記者會。在記者會上，特首宣佈第二輪全民核檢結果全部陰性，同時向社會文化司司長歐陽瑜要求並會加強醫學觀察隔離設施進行升級，會與珠海市政府進行磋商爭取於10月1日恢復正常出入境。經濟方面，受8月上旬和9月下旬爆發的輸入相關疫情影響，預計今年上半年賭收收入不理想，因此對財政預算作出調整。他同時明白中小企在疫情期間遇上多重困莊，希望預留充足儲備打好疫情戰。他又指政府在去年及今年已出超過一千億財政開支，他指「政府無閂呢個門口」(政府沒有減少民生支出)，任何民生福利沒有減少，並指示經濟財政司司長李偉農對有關經援措施方面進行研判包括失業率、下一步經濟走勢等。至於「最後一公里路」方面，賀一誠指傳媒和市民對相關意思作出誤解，他認為恢復澳門與內地正常往來才是第一步，之後要恢復澳門旅遊業，以及在橫琴深合區開發產業多元化。 賀一誠同時表示，澳門疫苗接種率只有約51%，為全中國最低，認為澳門人對疫苗接種態度是「全中國我哋最曳」(全中國是我們最壞)，他要求全澳門接種率最低目標是8成接種率，先能夠有能力向中國大陸地區開放赴澳門旅行團和旅遊電子簽證。並認為接種疫苗「支持澳門、支持自己」，減輕患上重症風險，政府亦同時爭取於10月1日放寬珠海對珠澳口岸通關措施，同時爭取機會繼續舉辦該屆澳門格蘭披治大賽車。
2021年9月30日，一名於路環高頂公共衛生臨床中心被列為密切接觸者須接受醫學觀察，於本地網媒發表來論對該隔離設施多個設施系統損壞。在應變恊調中心記者會上，對於網上來論指有從染疫醫觀酒店遷入公共衛生臨床中心繼續接受醫學觀察但遇上設施上的問題，山頂醫院醫務主任戴華浩作澄清相關信息屬「老作」(誇大、不屬實），指出可能觸犯民防法，需負刑責。 另外，關於病毒共存方面，山頂醫院醫務主任戴華浩表示，接種疫苗不能預防感染，仍能大百分比地預防重症、死亡等，因此會繼續呼籲市民大眾接種疫苗，猶以酒店保安感染群組為例大部分患者症狀輕微。他表示「與病毒共存」方面在澳門該時情況是不可能，先前要提高疫苗接種率，做到「外防輸入，內防反彈」的效果。
2021年10月1日，澳門慶祝中華人民共和國國慶日升旗儀式和慶祝酒會如常舉行。行政長官賀一誠和多名官員於出席酒會後會見傳媒，其中賀一誠向傳媒表示通關措施商討中，指出廣東省衛健委突然更改對澳門的防疫指引，對澳門防疫措施表達不滿，他們要求黃碼區人士只進不出，對於廣東省突然加強和更改指引對澳門政府措手不及深感抱歉，目前開關日期仍待商討當中。 賀一誠指政府部門對教育機構發出疫苗指引，強調目的是保障學生安全，又指出政府從來沒有做「谷針」(強迫打針)的措施，希望市民自覺打疫苗。 對於9月下旬再發出突如其來的疫情，經濟財政司司長李偉農回應記者提問時指已按行政長官批示，將澳門各中小企現時面對的苦況作出反應，盡快完成建議並呈交行政長官。至於財政預算方面，因遇上兩次突如其來的疫情將會在年底時作出修改，又指會造好疫後經濟復甦的準備和做好資源上的利用。 疫情導致學校停課，社會文化司司長歐陽瑜指最快10月4日決定復課安排。
2021年10月2日，在應變恊調中心新聞發佈會上，有市民反映因與確診患者有共同軌跡需要被隔離14天，被僱主扣減工資。衛生局傳染病防制暨疾病監測部協調員梁亦好稱，有關人士接受醫學觀察的目的是減少社會傳播風險，《傳染病防治法》規定，公務員因醫學觀察缺勤屬於合理，而非公務員則沒有相關規範。她建議僱主可以酌情處理，並與僱員相討採取較理想的做法。至於《傳染病防治法》有明確規定，任何人不得因感染傳染病或有感染風險而被解僱。 對於復課安排方面，教青局副局長龔志明表示按多方面因素作出綜合考量而決定復課日期。對於跨境或居住紅黃碼區內的學童和教師方面，當局要求學校豁免該類人士缺勤，寄送教學內容 PPT、教材，實施錄播或直播課堂等，安排學生在家學習。學校暫停一切體育活動及餘暇活動，避免開展運動、歌唱、表演等不佩戴口罩的活動。另外從10月25日起，所有高等教育學生及所有教育階段的教職人員須完成接種一針2019冠狀病毒病疫苗或持有7天有效核酸檢測陰性證明方可進校，當局會對持有衛生局發出不適合接種證明書的師生可豁免核檢費用。
在2021年10月6日應變恊調中心記者會上，衛生局傳染病防制暨疾病監測部協調員梁亦好被記者提問現時社區有不少人士沒有戴好口罩，甚至不戴口罩。她回應指戴口罩是相當重要，尤其是現時不知道社區會否有更多潛在個案，呼籲市民一定要戴好口罩，尤其是不要觸摸口罩外部，通過手再觸摸其他地方也會污染環境。在推出口罩令方面，她指要視乎整體疫情需要，以及社區戴口罩的共識和情況，再判斷是否要更嚴厲的方式執行。現時透過呼籲冀市民明白佩戴口罩的作用，一旦感染也能減少傳染予他人的機會。
2021年10月7日，第三次全民核檢計劃於當天晚上9時結束，在應變恊調中心記者會上，衛生局仁伯爵綜合醫院醫務主任戴華浩表示，將對全民核檢進行改善和優化，目前正在商討當中，並參照各區人口分布及便利性按最大程區在各區設檢測站，目前檢測站點需要市民以方便市民為主並透過短暫步行方式前往。至於比例方面，此次檢測有67%人士經口咽採樣，有33%人士經鼻咽採樣。戴華浩堅持表示鼻咽採樣較口咽準確，但差別不會太大，希望市民或疑似確診人士採用鼻咽採樣確保準確性更高。 戴華浩稱如澳門需要再進行全民核酸檢測計劃，當局對曾經確診個案已康復患者有可能復陽個案採取單樣檢測並視乎實際數量盡量安排。至於珠澳口岸恢復免隔離通關方面，警察總局警務聯絡及公共關係處處長張健欣稱，澳門當局已向已向珠海通報第三次全民核檢結果，珠澳兩方會繼續緊密溝通，暫時未有通關新消息，有消息會盡快公布。另外，離境需持24小時內核檢陰性報告暫不會改變。
2021年10月21日，第七屆澳門特別行政區立法會直選議員林宇滔接受傳媒受訪，指對於早前作醫學觀察酒店用途金皇冠中國大酒店爆發「保安群組」疫情凸顯出政府對隔離酒店管理的疏失和明顯的漏洞，認為當局必須深入調查今次事件的來龍去脈，需要向公眾交代清楚成因，對該事件進行徹查並公佈調查報告。又指，當局須「按事實問責才能避免問題再次出現，才能真正警醒所有官員，必須盡職履責不斷檢視和改進自己範疇的工作漏洞」。林宇滔在首份書面質詢指出，「醫觀酒店作為疫情期間的重點高危場所，須直接接觸隔離人士的保安長期沒有佩戴好口罩，且一直未被發現，絕非僅屬保安個人責任問題，而是突顯政府對隔離酒店管理的疏失和明顯漏洞」。

## 其他地區反應與影響

### 中國大陸
2021年10月9日，被問到會否觸發與內地通關的熔斷機制時，傳染病防制暨疾病監測部協調員梁亦好指，由第65例至今，有12例輸入相關病例，當中4例無症狀感染者，8例是有症狀感染者。按內地規範，是按有症狀患者去計算確診病例。當局持續與內地密切溝通，待內地了解本澳疫情防控工作，暫未收到觸發熔斷狀況。

#### 廣東省

##### 珠海市及中山市
2021年9月25日0時起，因澳門出現輸入相關確診個案，政府規定離開澳門須持有48小時核酸檢測陰性證明方可離境。 珠海市政府於同日凌晨宣佈同日上午6時起，往返珠澳口岸人士核酸證明有效期縮短至24小時，由9月26日上午6時至9月29日凌晨12時，除三類人士外，所有入境珠海的人士須接受14天醫學觀察。
2021年9月29日，晚上11時許，澳門特別行政區新聞局發佈行政長官賀一誠完成公務行程返澳後與珠海市領導召開視頻會議商討通關安排，雙方在會議中達成共識決定珠澳口岸現行的疫情防控措施維持至9月30日24時。
2021年9月30日晚上，大批居住珠海的澳門居民、外僱和返回中國大陸的旅客於關閘廣場聚集，希望等候通關措施放寬後馬上通關返回珠海，晚上10時許澳門特區政府宣佈珠澳聯防聯控機制通知入境珠海隔離14天通關措施繼續維持，大批在澳門關閘等候人士一度鼓譟，部分外僱於關閘廣場席地而睡。 
2021年10月3日下午，珠海市新型冠狀病毒肺炎疫情防控指揮部公佈關於調整珠澳口岸疫情防控措施的通告，珠澳口岸由10月4日中午12時起將調整通關安排，入境珠海人士需持48小時內有效的病毒核酸檢測陰性結果證明，且具有新型冠狀病毒疫苗接種史（不適合疫苗接種人員需持《新型冠狀病毒疫苗接種醫生評估證明書》，暫無需接種新冠疫苗的12周歲以下兒童除外）。澳門紅碼區、黃碼區人員及隔離酒店高風險崗位人員、新冠肺炎定點收治醫院工作人員，暫不能入境。而現有出境疫情防控措施保持不變。
2021年10月4日，因澳門發現一宗初步陽性個案，珠澳聯防聯控機制宣佈，原定當天中午12時起放寬入境珠海通關安排措施，暫緩執行。及後宣佈因陽性個案轉為確診，放寬通關安排措施正式取消。從澳門入境珠海，維持須接受14天集中隔離醫學觀察。
珠海市疾控中心在微信公眾號上回答問題時提到，珠澳口岸恢復正常通關的時間一再延後的原因，是由於澳門今次確診個案感染的是Delta變種病毒，一般潛伏期為 2至 14天，超過 9成的人會在 7天內發病，這段時間是隔離傳染源，以及口岸是否恢復通關的主要依據。
2021年10月5日，因應澳門出現確診個案與來自中國大陸居住珠海或中山的外地僱員有關，珠海市香洲區拱北街道全域、吉大街道及前山街道部分區域、橫琴粵澳深度合作區，斗門區白蕉鎮、白藤街道全域，以及中山市坦洲鎮分別開展全員核酸檢測。
2021年10月6日，珠海市斗門區宣佈將澳門連同新疆維吾爾自治區伊犁哈薩克自治州霍爾果斯市列為中高風險管理，從9月19日以來由澳門等中高風險地區返回珠海斗門的人士，須主動進行核酸檢測並配合落實健康管理措施。包括開展14天居家隔離、以及在第1、3、7、14天開展一次核酸檢測等等措施。
2021年10月7日在澳門疫情記者會上，警察總局警務聯絡及公共關係處長張健欣表示，就珠海放寬澳門通關需要循多方面因素包括新增個案、全民檢測結果和跟進流行調查等作評估才商議放寬通關政策。 在此次全員檢測中累計37萬多人採樣，全部檢測樣本結果為呈陰性，但珠澳口岸通關政策仍維持不變。
2021年10月18日，珠澳聯防聯控澳方工作組接珠海方面通知：根據當前疫情防控需要，經珠澳聯防聯控協商一致，自2021年10月19日12:00起，經珠澳口岸入境(珠海)人員需持48小時內核酸檢測陰性結果證明。澳門陽性確診病例密切接觸者解除隔離後七天內、紅碼區及黃碼區人員解封後七天內、高風險崗位人群在崗期間和離崗後十四天內暫不得入境。
2021年11月22日下午，珠澳聯防聯控澳方工作組接珠海方面通知：根據當前疫情防控需要，經珠澳聯防聯控機制協商一致，自2021年11月23日1時起，經珠澳口岸入境(珠海)人員需持7日內核酸檢測陰性結果證明。現有(珠海)出境疫情防控措施保持不變。

#### 北京市
2021年10月8日，澳門應變恊調中心接到北京市防疫部門通知，由10月9日0時起調整澳門入境北京有關管控措施。由澳門入境北京的人員將實行全流程閉環管理，入境北京後實行14天隔離醫學觀察及7天健康監測，並按入境北京人員集中隔離和健康監測要求開展核酸檢測。以上措施將根據澳門疫情變化進行動態調整。
2021年10月22日，澳門應變恊調中心接到中國大陸有關方面通知，鑒於澳門當前疫情已趨平穩，如無異常，北京市擬於10月24日零時起調整澳門入境北京管控措施，具體如下：
1、自2021年10月24日起，澳門進京人員需持登機前48小時內核酸檢測陰性證明。
2、澳門進京人員入境通道由目前T3-D處置專區調整至T2航站樓，不再實行入境檢測、閉環轉運、14天集中隔離和七天健康監測。
3、澳門確診病例密切接觸者解除隔離後七天內、澳門紅碼區及黃碼區人員解封後七天內、高風險崗位人群在崗期間及離崗後14天內暫不得進京。香港入境澳門未滿21天人員不得進京。

### 香港
香港特別行政區政府宣佈由2021年9月26日晚上10時起禁止所有人士透過「回港易」或「來港易」免隔離檢疫由澳門經港珠澳大橋香港口岸入境香港，所有入境香港人士須在家居接受14天強制檢疫，如已完成接種兩劑2019冠狀病毒病疫苗檢疫日數縮短至7天，相關實施直至另行通知。
2021年10月28日，香港特別行政區政府宣佈由於澳門疫情已趨平穩，於11月2日起恢復從澳門入境香港的「回港易」及「來港易」豁免檢疫安排。

## 外部連結
- 澳門特別行政區政府新型冠狀病毒感染應變協調中心疫情專頁（页面存档备份，存于） - 疾病預防控制中心 (澳門)